# Spanny Falls
Die Spanny Falls (auch: Penrice Falls) sind ein Doppel-Wasserfall auf der Karibikinsel Dominica.
Der Wasserfall liegt im Parish Saint Joseph am Hang eines nordwestlichen Ausläufers des Morne Couronne (Chapara).